# Anicet Saussé
Anicet Saussé est un footballeur français né le 5 février 1969 à Mazingarbe.

## Biographie
Il évolue au poste de défenseur, notamment au RC Lens, en Division 1. 
Aujourd'hui, il dirige une concession automobile à Houdain.

## Carrière
- 1989-1992 : RC Lens (D1 / D2)
- 1992-1993 : FC Martigues (DISTRICT 12)
- 1993-1994 : Olympique d'Alès (D2)
- 1994-1996 : US Valenciennes Anzin (National 1)[1]

## Palmarès
- Champion de France Division 2 en 1993 avec le FC Martigues